# Чертановка (село)
Чертановка — село в составе Спешнёвского сельского поселения Кузоватовского района Ульяновской области. 

## География
Находится у реки Чечора на расстоянии примерно 31 километр по прямой на север-северо-восток от районного центра поселка Кузоватово.

## История
Возникло в конце XVII века, когда здесь были даны земли нескольким симбирским дворянам. 
В 1780 году, при создании Симбирского наместничества, село Чертановка, при речке Чечоре, помещиковых крестьян, вошло в состав Сенгилеевского уезда. 
В 1835 году Анастасией Алекесеевной Юрловой был построен каменный храм. Престолов в нем два: главный в честь Казанской иконы Божией Матери и в приделе во имя Святителя и Чудотворца Николая.  
В 1859 году село Чертановка (Никольское), на скотопрогонной дороге из г. Самары в г. Ардатов, в 3-м стане Сенгилеевского уезда Симбирской губернии, имелась церковь. 
Во второй половины XIX века здесь находилось имение Трубниковых, затем — Шапронам. 
На 1900 год в селе было две школы: начальная народная и женская церковно-приходская (с 1887 г., помещается в собственном здании). 
В 1913 году в селе было учтено дворов 447, жителей 1837, конный завод, церковь и две школы. Через село проходил торговый тракт, в селе содержались постоялые дворы и питейные заведения. 
В советский период работали колхозы «Гигант»,  им. Чапаева, "18 лет РККА", им. Сталина и  им. XX съезда КПСС.

## Население
Население составляло: на 1859 год: в 281 дворах жило: 1049 м. и 1085 жен; в 1900 г. в 401 дворах жило: 934 м. и 1060 ж.; 576 человек в 2002 году (91% русские), 435 по переписи 2010 года.
- В селе родился Юрлов Пётр Иванович — один из ярчайших представителей симбирского дворянства, участник Отечественной войны 1812 года, коллекционер[9].